# روش تست نشت ردیاب گازی
روش تست نشت ردیاب گازی (انگلیسی: Tracer-gas leak testing) یک روش آزمون‌های غیرمخرب است، که از هیدروژن، هلیوم یا مبرد استفاده می‌کند.